# Borki (powiat biłgorajski)
Borki – wieś w Polsce położona w województwie lubelskim, w powiecie biłgorajskim, w gminie Księżpol.
W latach 1973–1976 w gminie Biszcza
W latach 1975–1998 miejscowość należała administracyjnie do województwa zamojskiego. 
Wieś jest sołectwem w gminie Księżpol. Według Narodowego Spisu Powszechnego z roku 2011 wieś liczyła 114 mieszkańców i była szesnastą co do liczby ludności miejscowością gminy.
Wierni Kościoła rzymskokatolickiego należą do parafii Najświętszego Serca Pana Jezusa w Biszczy.